# コスタス・シミティス
コンスタンティノス・シミティス（ギリシア語: Κωνσταντίνος Σημίτης、英語: Konstantinos Simitis、1936年6月23日 - 2025年1月5日）は、ギリシャの政治家。通常はコスタス・シミティス（Costas Simitis、Kostas Simitis）と略されて呼ばれる。全ギリシャ社会主義運動（PASOK）党首として、1996年1月22日から2004年3月10日にかけて首相を務めた。

## 経歴

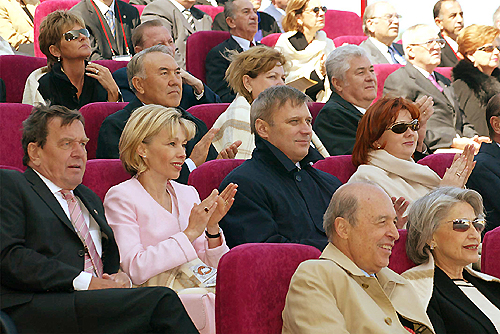
コンスタンティン宮殿で夫人とコンサートを楽しむシミティス（最前列・2003年5月31日）。

1936年6月23日にピレウスで、アテネ経済ビジネス大学教授のゲオルギオス・シミティスと妻のファニ（旧姓はクリストプル）との間に誕生する。ドイツのフィリップ大学マールブルクで法学を、ロンドン・スクール・オブ・エコノミクスで経済学をそれぞれ学んだ。ダフネ・アルカディウと結婚し、フィオナとマリレナの二人の娘をもうけた。現在はアテネのコロナキ地区に住んでいる。兄弟のスピロスはドイツで情報プライバシーのジャーナリストとして活動している。
ギリシャに帰国した1965年に「アレクサンドロス・パパナスタシウ政治研究グループ」の設立者の一人になった。このグループは1967年4月21日の軍事クーデターに「民主防衛」と改称し、反軍事政権を訴えた。アテネの通りの植木に爆弾を仕掛け、海外に亡命し、アンドレアス・パパンドレウ率いるパンヘレニック解放運動（PAK）に入党し、ドイツの大学で講師に就いた。1974年にアテネに帰還し、PAKの後継政党「全ギリシャ社会主義運動」（PASOK）を共同設立した。1977年にアテネのパンテイオン大学講師になった。
1981年の総選挙へは出馬しなかったが、同年成立したPASOK政権で農業大臣に任命された。1985年の総選挙には立候補・当選して経済大臣を務めたが、インフレ抑制や赤字削減などの財政安定化政策は国民に支持されず、1987年に辞任した。1993年には商工業大臣に就任したが1995年に辞任し、同時に党の執行部からも抜けた。
1996年1月16日にパパンドレウが健康上の理由で首相を辞任し、これを受けて党会派の1月18日の緊急選挙で、シミティスはアキス・ツォチャトゾプロス、ゲラシモス・アルセニス、イオアニス・チャラランポプロスの3氏を押さえて首相に当選した。しかし、パパンドレウは6月23日に死ぬまで党首であり続けた。パパンドレウが死ぬと新党首を選ぶ会合が開催され、6月30日の第4回会合でシミティスが党首に選出された。なお対抗馬のアキス・ツォチャトゾプロスはヨーロッパ連合が支援していた。

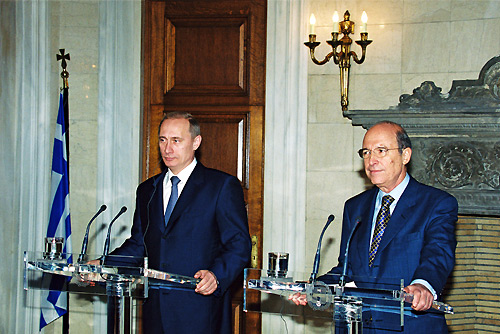
ロシアのプーチン大統領との記者会見（2001年12月7日）

シミティスは同年9月22日の総選挙で勝利し、2000年の総選挙でも辛うじて勝利した。ヨーロッパでは広く支持されたが、国内ではいくらかのギリシャ人によりつまらないテクノクラートと見做され、パパンドレウのようなカリスマ性に欠けていた。
PASOKの人気が凋落していた2004年1月7日、シミティスは次期議会選挙まで耐えられないだろうとして首相を辞任する考えを表明した。政界を勇退することで、世論の風当たりを交わそうというねらいだった。3月10日の任期満了まできっちり務め、首相在職期間は8年間とギリシャ史上最長だった。辞任表明の翌日、シミティスは次期党首を選出する選挙を2月8日に行うと発表した。選挙ではゲオルギオス・アンドレアス・パパンドレウ外務大臣が無投票で選出された。パパンドレウは国民的人気があったが、3月7日の総選挙でPASOKは新民主主義党に敗北し、コスタス・カラマンリス政権が発足した。
2025年1月5日にコリントスの別邸で意識不明の状態で発見され、搬送先の病院で死去。88歳没。